# 粗壮腹水草
粗壮腹水草（学名：Veronicastrum robustum sp. robustum）为玄参科腹水草属下的一个亚种。

## 扩展阅读
- 維基物種上的相關：粗壮腹水草